# Сальвиати, Бернардо
Берна́рдо Сальвиа́ти (итал. Bernardo Salviati; 17 февраля 1508, Флоренция — 6 мая 1568, Рим, Трастевере) — итальянский кондотьер и кардинал.

## Биография
Сын Якопо Сальвиати и Лукреции Медичи, внук Лоренцо Великолепного, брат Марии Сальвиати, дядя герцога Козимо I.
В юном возрасте был сделан рыцарем мальтийского ордена, воевал против османской империи, став адмиралом ордена, который он также представлял в качестве посла при Карле V в Барселоне. Также он сражался против Сиенской республики в Итальянских войнах.
Обосновавшись во Франции, где он перестроил замок де Тальси, он стал раздатчиком милостыни своей кузины королевы Екатерины Медичи, которая убедила его отказаться от военной карьеры ради церковной. Он занял пост епископа Сен-Папуля вслед за своим братом, и 26 февраля 1561 года был сделан кардиналом папой Пием IV.
Скончался в своей римской резиденции в Риме, похоронен в церкви Базилика Святой Марии над Минервой.

## Семья
Его дочь, очевидно побочная, Кассандра Сальвиати была музой поэта Ронсара, а внучка Диана (дочь сына Джованни) — Агриппы д’Обинье.